# شريحة عين الضلع

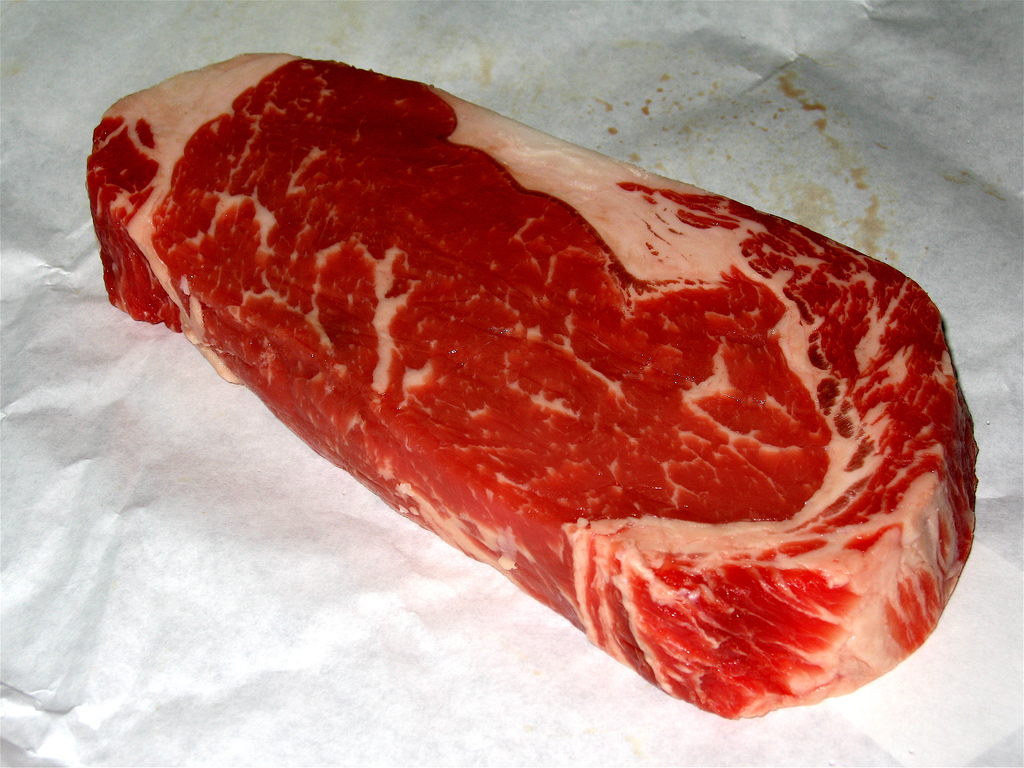
شريحة عين الضلع البقرية

شريحة عين الضلع هي شريحة لحم من الضلع منزوعة العظم. تُقطع هذه الشريحة من العضلة الطولى الظهرية وقد تحوي قسمًا من العضلة الناصبة الشوكية أيضًا.